# Локланд (Охајо)
Локланд (енгл. Lockland) град је у америчкој савезној држави Охајо.

## Демографија
По попису из 2010. године број становника је 3.449, што је 258 (-7,0%) становника мање него 2000. године.
| Група             | 2000.         | 2010.         |
| Белци             | 2.590 (69,9%) | 2.150 (62,3%) |
| Афроамериканци    | 975 (26,3%)   | 1.030 (29,9%) |
| Азијати           | 17 (0,5%)     | 6 (0,2%)      |
| Хиспаноамериканци | 57 (1,5%)     | 146 (4,2%)    |
| Укупно            | 3.707         | 3.449         |